# Quentin et Cie
Quentin et Cie war ein französischer Hersteller von Automobilen und Motorrädern.

## Unternehmensgeschichte
Das Unternehmen aus Levallois-Perret, das bereits Motorräder herstellte, begann 1908 mit der Produktion von Automobilen. Der Markenname lautete Quentin. 1912 endete die Produktion.

## Automobile
Das einzige Automodell war ein leichter Kleinwagen. Für den Antrieb sorgte ein Einzylindermotor. Der Motor war vorne im Fahrzeug montiert und trieb über eine Kardanwelle die Hinterachse an. Auf ein Differential wurde verzichtet.